# Вальбуза, Сабина
Сабина Вальбуза (итал. Sabina Valbusa; род. 21 января 1972, Верона, Венеция) — итальянская лыжница, призёрка Олимпийских игр и чемпионатов мира, многократная победительница этапов Кубка мира, участница пяти Олимпиад. Специалистка как спринтерских так и дистанционных гонок, предпочитает свободный стиль передвижения на лыжах. Младшая сестра известного итальянского лыжника Фульвио Вальбузы.
В Кубке мира Вальбуза дебютировала в 1992 году, в марте 2002 года одержала свою первую победу на этапе Кубка мира в командном спринте. Всего имеет 3 победы на этапах Кубка мира, из них 1 в личных и 2 в командных соревнованиях. Лучшим достижением Вальбузы в общем итоговом зачёте Кубка мира является 8-е место в сезоне 2002-03.
На Олимпиаде-1994 в Лиллехаммере была 26-й в гонке на 15 км свободным ходом.
На Олимпиаде-1998 в Нагано заняла 29-е место в гонке на 5 км классикой и 17-е место в гонке преследования на 15 км.
На Олимпиаде-2002 в Солт-Лейк-Сити стартовала в четырёх гонках: масс-старт 15 км — 10-е место, дуатлон 5+5 км — 9-е место, спринт — 17-е место, эстафета — 6-е место.
На Олимпиаде-2006 в Турине завоевала бронзу в эстафете, кроме того показала следующие результаты: дуатлон 7,5+7,5 км — 17-е место, масс-старт 30 км — 10 место.
На Олимпиаде-2010 в Ванкувере, была заявлена в четырёх гонках: 10 км свободным стилем — 17-е место, дуатлон 7,5+7,5 км — 18-е место, эстафета — 4-е место, масс-старт 30 км — не стартовала.
За свою карьеру принимала участие в шести чемпионатах мира, на которых завоевала 1 серебряную и 2 бронзовые медали.
Использовала лыжи производства фирмы Madshus, ботинки и крепления Salomon.